# Campionati mondiali di ginnastica artistica 2011 - Anelli

## Risultati
| Pos.    | Ginnasta                 | Nazione     | Punteggio di partenza | Punteggio della giuria | Penalità | Totale |
| ------- | ------------------------ | ----------- | --------------------- | ---------------------- | -------- | ------ |
| Oro     | Chen Yibing              | Cina        | 6,800                 | 9,000                  | -        | 15,800 |
| Argento | Arthur Nabarrate Zanetti | Brasile     | 6,500                 | 9,100                  | -        | 15,600 |
| Bronzo  | Kōji Yamamuro            | Giappone    | 6,700                 | 8,800                  | -        | 15,500 |
| 4       | Matteo Morandi           | Italia      | 6,800                 | 8,400                  | -        | 15,200 |
| 5       | Youri van Gelder         | Paesi Bassi | 6,800                 | 7,866                  | -        | 14,666 |
| 6       | Kōhei Uchimura           | Giappone    | 6,400                 | 8,233                  | -        | 14,633 |
| 7       | Jonathan Horton          | Stati Uniti | 6,100                 | 8,200                  | -        | 14,300 |
| 8       | Régulo Carmona           | Venezuela   | 6,700                 | 7,566                  | -        | 14,266 |